# Spathius tityrus
Spathius tityrus är en stekelart som beskrevs av Nixon 1943. Spathius tityrus ingår i släktet Spathius och familjen bracksteklar. Inga underarter finns listade i Catalogue of Life.